# Hório
Hório, jedno od plemena Chamacoco Indijanaca, porodica zamucoan, poznatih i pod imenom Ishira (Frič) koji su izvorno živjeli kod Puerto Voluntada i Puerto Mihanovicha u Paragvaju. 
Prema procjeni Chase-Sardi-ja koja uključuje i Ebidoso (Ybytoso ili Ebitoso) Indijance, populacija im je iznosila 950 na području Paragvaja, 800 s Ebidoso (1970); 175 (1928)
Horio i Ebidoso nekad su bili jedan narod koji se podijelio, nakon čega su ostali u međusobnom neprijateljstvu. Paragvajci su ih česrto nazivali Chamacocos mansos jer su bili prvo pleme koje je 1885. stupilo u prijateljske odnose s bijelcima.